# Oriskany Falls
Oriskany Falls és una població dels Estats Units a l'estat de Nova York. Segons el cens del 2000 tenia 698 habitants.

## Demografia
Segons el cens del 2000, Oriskany Falls tenia 698 habitants, 292 habitatges, i 178 famílies. La densitat de població era de 550 habitants per km².
Dels 292 habitatges en un 29,1% hi vivien nens de menys de 18 anys, en un 43,5% hi vivien parelles casades, en un 11,6% dones solteres, i en un 39% no eren unitats familiars. En el 35,6% dels habitatges hi vivien persones soles el 22,6% de les quals corresponia a persones de 65 anys o més que vivien soles. El nombre mitjà de persones vivint en cada habitatge era de 2,37 i el nombre mitjà de persones que vivien en cada família era de 3,02.
Per edats la població es repartia de la següent manera: un 24,6% tenia menys de 18 anys, un 9,2% entre 18 i 24, un 26,2% entre 25 i 44, un 21,6% de 45 a 60 i un 18,3% 65 anys o més.
L'edat mediana era de 39 anys. Per cada 100 dones de 18 o més anys hi havia 87,9 homes.
La renda mediana per habitatge era de 24.716 $ i la renda mediana per família de 38.750 $. Els homes tenien una renda mediana de 31.029 $ mentre que les dones 23.906 $. La renda per capita de la població era de 17.215 $. Entorn de l'11,6% de les famílies i el 16,5% de la població estaven per davall del llindar de pobresa.